# یواس‌اس راسل (دی‌دی-۴۱۴)
یواس‌اس راسل (دی‌دی-۴۱۴) (به انگلیسی: USS Russell (DD-414)) یک کشتی بود که طول آن 348&nbsp;ft, 3¼&nbsp;in, (106.15&nbsp;m) بود. این کشتی در سال ۱۹۳۸ ساخته شد.